# Lucky Dog (film 1912)
Lucky Dog è un cortometraggio muto del 1912. Il nome del regista non viene riportato nei credit del film.

## Produzione
Il film fu prodotto dalla Edison Manufacturing Company.

## Distribuzione
Distribuito dalla General Film Company, il film - un cortometraggio di 200 metri - uscì nelle sale cinematografiche statunitensi il 3 febbraio 1912.
Nelle proiezioni, veniva programmato con il sistema dello split reel, accoppiato in un'unica bobina con un altro cortometraggio prodotto dalla Edison, il documentario Niagara Falls.